# 圣但尼德维勒内特
圣但尼德维勒内特（法語：Saint-Denis-de-Villenette）是法国奥恩省的一个旧市镇，位于该省西南部，属于阿朗松区。该市镇总面积5.89平方公里，2009年时的人口为143人。
圣但尼德维勒内特已于2016年1月1日起和相邻的另外6个市镇合并成为"瑞维尼-瓦勒当代讷"（Juvigny Val d'Andaine）

## 人口
圣但尼德维勒内特人口变化图示